# Iglesia de Santiago Apostol (La alameda de Gardón)
La iglesia de Santiago Apostol está localizada en Alameda de Gardón (provincia de Salamanca, España) 

## Historia
Tiene dos etapas de construcción; una de finales del siglo XVI en la que se construye la torre-campanario principalmente, y una segunda etapa en la que se construye la iglesia propiamente dicha. En el siglo XVII (1772) se reconstruyó la mayor parte de la iglesia.

## Descripción
La capilla mayor es rectangular y en su entrada se encuentra un arco de medio punto, todo esto cubierto por una cúpula sostenida sobre unas pechinas. Está fabricada en su mayoría por mampostería. A excepción del pórtico, que es de ladrillo y yeso y la torre, que es de granito. La iglesia tiene una altura de 9 metros, una longitud de 30 metros y una anchura de 11 metros. En su exterior encontramos 2 puertas, según la gente del pueblo, una para que entraran las personas con un mayor rango social del pueblo.
En el inventario del patrimonio cultural de la Iglesia en Castilla y León, realizado en 1992 por Eduardo Azofra y Pilar San Román, la iglesia de Alameda y sus imágenes se describe de la siguiente manera.